# Гані аль-Мулькі
Гані Фавзі аль-Мулькі (араб. هاني الملقي) (15 жовтня 1951, Амман, Йорданія) — йорданський політик і дипломат, голова уряду Йорданії від 1 червня 2016 до 14 червня 2018 року.

## Біографія та кар'єра
Народився в родині політика Фавзі аль-Мулькі, який обіймав низку посад в уряді Йорданії в 1940-1950-х роках. Здобув вищу освіту і ступінь бакалавра в Каїрському університеті в Єгипті. Продовжив освіту в Політехнічному інституті Ренсселера в Трої (Нью-Йорк) в США, де здобув ступінь магістра і доктора філософії. В 1994—1996 роках брав участь в йорданській групі по переговорам і підписанню мирного договору з Ізраїлем, а також подальшого розвитку відносин між двома країнами.
З 1997 року обіймав низку міністерських посад, зокрема був міністром промисловості й торгівлі (1997—1998 і 2011), поєднував обов'язки глави міністерств водних ресурсів та іригації та енергетики і мінеральних ресурсів (1998—1999), був міністром закордонних справ (2004—2005).
В 2002—2004 та 2006—2008 роках був послом Йорданії в Єгипті, одночасно виконуючи обов'язки постійного представника своєї країни в Лізі арабських держав. У проміжку між дипломатичними каденціями був радником з науки короля Абдалли II.
Був членом сенату. 9 листопада 2014 очолив спеціальну економічну зону в Акаба.